# Whitman-Massaker
Das Whitman-Massaker, auch Walla-Walla-Massaker genannt, war ein Vorfall im Oregon-Gebiet in der Nähe des heutigen Walla Walla, bei dem am 29. November 1847 der Arzt und Missionar Marcus Whitman, seine Frau Narcissa und elf weitere weiße Siedler von Indianern der Stämme Cayuse und Umatilla ermordet wurden. 
Der Vorfall löste den Cayuse-Krieg aus und ist eine der berüchtigtsten Episoden in der Erschließung des Westens der heutigen USA durch Weiße. Die Ermordung war das tragische Ende einer mehrjährigen Beziehung zwischen den Whitmans, die den ersten Treck entlang des Oregon Trails anführten, und den indigenen Völkern dieser Region. Die Ermordung wird heute als Folge eines kulturellen Missverständnisses zwischen den Siedlern und den Indianern angesehen. Mitursache war jedoch auch, dass Whitman nicht verhindern konnte, dass eine Masernepidemie eine hohe Anzahl von Toten unter den Indianern forderte.
Der Vorfall wird bis heute kontrovers diskutiert. Einige Historiker sehen in dem Whitman-Ehepaar Helden der frühen Pionierzeit. Andere sehen sie als weiße Siedler, die ihre Kultur und ihre Religion den dort lebenden Indianern aufzwingen wollten. An das Massaker erinnert seit 1936 die Whitman Mission National Historic Site.

## Ursachen
Im Jahre 1836 überquerten Marcus Whitman, der Reverend Henry H. Spalding und ihre Ehefrauen die Rocky Mountains. Eliza Hart Spalding und Narcissa Whitman waren damit die ersten weißen Frauen, die in das Gebiet des Oregon Country vordrangen. Mit der Hilfe von John McLoughlin, wenn auch gegen seinen Rat, ließen sie sich in Waiilatpu, nahe dem Fort Walla Walla nieder. 
Die Indianerstämme der Cayuse und Umatilla, die 1847 in das Massaker involviert waren, lebten in der Nähe der von den Whitmans 1836 gegründeten Mission Waiilatpu. In den folgenden Jahren siedelten sich auch weitere Weiße am Ort der Mission an. Unter diesen Siedlern befand sich auch der 1847 angekommene Joe Lewis. Verärgert über die Behandlung, die er im Osten des amerikanischen Kontinents erlebt hatte, versuchte er, die Cayuse gegen die Mission aufzustacheln. Er erzählte ihnen unter anderem, dass Whitman, der zu dieser Zeit versuchte, die Cayuse gegen eine Masernepidemie zu behandeln, die unter ihnen viele Todesopfer forderte, in Wahrheit diese Krankheit absichtlich unter ihnen verbreite. Zu den kulturellen Traditionen der Cayuse gehörte es tatsächlich, ihre Medizinmänner oder Schamanen zu töten, wenn deren Patienten starben. Es ist durchaus möglich, dass sowohl die Cayuse als auch die Umatilla in Whitman den Verantwortlichen für die zahlreichen Todesfälle sahen. Der kanadische Maler Paul Kane war kurze Zeit vor dem Massaker Gast in der Mission und hielt in seinen Tagebüchern die auffälligen Spannungen zwischen den Indianern und den Weißen fest. 
Andere Faktoren, die aus heutiger Sicht zum Massaker beigetragen haben, waren ein Ausbruch der Cholera, ein Konflikt zwischen den protestantischen Missionaren und katholischen Priestern, die Abneigung und Arroganz von Narcissa Whitman gegenüber den Indianern und ihrem Lebensstil, der Widerstand der Indianer, unter dem Einfluss der Missionare ihren Lebensstil zu ändern sowie der Tod eines Stammesangehörigen. Von einigen anti-katholischen Geistlichen, darunter auch Henry Spalding, wurde später auch behauptet, dass die katholischen Priester den Indianern eingeredet hätten, Whitman sei der Urheber der Masernepidemie, und sie zu einem Angriff auf die Mission überredet hätten. Als Motiv wurde angegeben, dass sie die Mission, die Whitman ihnen nicht hatte verkaufen wollen, übernehmen wollten. Zu den Priestern, die in unterschiedlichen Versionen dieser Theorie genannt werden, gehören Pierre-Jean De Smet, John Baptist Brouillet und Joseph Cataldo.
Ein weiterer Auslöser des Massakers wird in der Behandlung von Stammesangehörigen der Cayuse gesehen, die von John Sutter für den Militärdienst in Sacramento, Kalifornien angeworben worden waren. Ihnen war eine reguläre Armeebezahlung für ihren Dienst in Aussicht gestellt worden. Sie erhielten jedoch nur Schuldscheine, die erst nach einer Anerkennung durch die US-Regierung eingelöst werden konnten. Diese Anerkennung erfolgte allerdings erst 12 Jahre nach dem Whitman-Massaker. Die erbosten Cayuse sollen auf ihrem Rückweg nach Oregon Country unter anderem Vieh geraubt haben, um sich auf diese Weise schadlos zu halten.

## Das Massaker

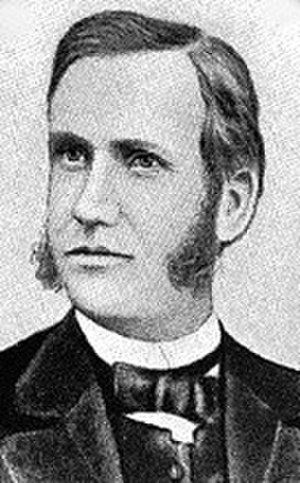
Marcus Whitman

Am 29. November 1847 überfielen die Indianer Waiilatpu. Die von Joe Lewis aufgestachelten Anführer des Überfalls waren Tiloukaikt, Tomahas, Kiamsumpkin, Iaiachalakis und Klokomas. Häuptling Beardy versuchte dagegen, seine Stammesangehörigen von dem Angriff abzuhalten.
Whitman wurde grausam misshandelt. Obwohl er tödlich verletzt war, lebte er wohl noch mehrere Stunden nach dem Überfall, wenn er auch die überwiegende Zeit bewusstlos gewesen sein muss. Neben Whitman und seiner Frau wurden Andrew Rogers, Jacob Hoffman, L. W. Sanders, Mr. Marsh, Frank Sager, John Sager (die beiden männlichen Sager-Waisen), Nathan Kimball, Isaac Gilliland, James Young,  Crockett Blewley und Amos Sales ermordet. Der Schreiner Peter Hall konnte zunächst entkommen und schlug im Fort Alarm. Er wollte weiter nach Fort Vancouver, um weitere Verstärkung zu holen, kam dort aber nie an. Ob er einem Unfall, etwa bei der Überquerung des Columbia Rivers zum Opfer fiel oder ebenfalls von Indianern ermordet wurde, ist unklar. Sein Name wird aber gelegentlich als 14. Opfer des Massakers genannt.
54 Frauen und Kinder wurden gefangen genommen und als Geiseln gehalten, unter ihnen die Tochter von Jim Bridger und die weiblichen Sager-Waisen-Kinder. Einer der Pelzhändler der Hudson’s Bay Company, Peter Skene Ogden, sorgte für ihre Freilassung, indem er im Austausch für sie 62 Decken, 63 Baumwollhemden, 24 Gewehre, 600 Patronen und sieben Pfund Tabak anbot.

## Nachwirkung
Der Angriff auf die Mission war der Beginn langjähriger kriegerischer Scharmützel zwischen den Indianern und den Siedlern. Selbst Jahre nach dem Vorfall forderten die Siedler ihre Repräsentanten noch auf, gegenüber den Indianern Strafmaßnahmen durchzuführen. Der neu gewählte Gouverneur, General Joseph Lane, verhandelte mit den Cayuse daher tatsächlich über die Überstellung der Indianer, die an dem Massaker beteiligt waren. Der Stammesführer der Cayuse wies allerdings darauf hin, dass der Stamm in dem nachfolgenden Krieg erheblich mehr Mitglieder verloren habe, als Weiße beim Angriff auf die Mission getötet worden waren.
Diese Erklärung wurde von General Lane nicht akzeptiert. Nach langwierigen Verhandlungen erklärten sich sowohl die Unterhäuptlinge Tiloukaikt und Tomahas als auch drei weitere Cayuse-Indianer bereit, sich in Oregon City einem Gerichtsverfahren zu stellen. In dem langwierigen Gerichtsverfahren unter Marshall Joseph Meek wurden die Indianer sämtlich schuldig gesprochen. Das Gerichtsurteil war umstritten, da verschiedene Beobachter des Verfahrens darauf hinwiesen, dass einige Zeugen der Anklage beim Whitman-Massaker nicht anwesend gewesen waren. Am 3. Juni 1850 wurden Tiloukaikt, Tomahas, Kiamasumpkin, Iaiachalakis und Klokomas öffentlich gehängt.